# 喬治·格羅澤
喬治·格羅澤（德語：György Grozer；1984年11月27日—）是一位德國排球運動員。他現在效力於俄羅斯排球聯賽別爾哥羅德。他也是德國國家排球隊的一員，代表德國參加了2014年世錦賽。